# Ashley (Vorname)
Ashley ist ein englischer männlicher und weiblicher Vorname, der von einem gleichlautenden englischen Familiennamen abgeleitet ist. Eine Variante des weiblichen Vornamens ist Ashleigh.

## Namensträger

### Männlicher Vorname
- Ashley Carrington (Pseudonym) (* 1951), deutscher Autor, siehe Rainer M. Schröder
- Ashley Carty (* 1995), englischer Snookerspieler
- Ashley Cole (* 1980), englischer Fußballspieler
- Ashley Cooper (1936–2020), australischer Tennisspieler
- Ashley Cooper (1980–2008), australischer Automobilrennfahrer
- Ashley Fisher (* 1975), australischer Tennisspieler
- Ashley Hemmings (* 1991), englischer Fußballspieler
- Ashley Kahn (* 1960), Schriftsteller, Produzent, Tourmanager und Publizist
- Ashley Parker Angel (* 1981), US-amerikanischer Sänger
- Ashley Slater (* 1961), kanadischer Musiker
- Ashley Williams (* 1984), walisischer Fußballspieler
- Ashley Williams (* 2000), liberianischer Fußballspieler
- Ashley Young (* 1985), englischer Fußballspieler
- Ashley Zukerman (* 1983), australischer Schauspieler

### Weiblicher Vorname
- Ashley Argota (* 1993), US-amerikanische Schauspielerin und Sängerin
- Ashley Aufderheide (* 2005), US-amerikanische Schauspielerin
- Ashley Benson (* 1989), US-amerikanische Schauspielerin und Model
- Ashley Blue (* 1981), US-amerikanische Pornodarstellerin
- Ashley Campbell (* 1986), US-amerikanische Musikerin
- Ashley Brianna Cronan (* 1988), US-amerikanische Pornodarstellerin, siehe Remy LaCroix
- Ashley Graham (* 1987), US-amerikanisches Model
- Ashley Greene (* 1987), US-amerikanische Schauspielerin
- Ashley Jensen (* 1969), schottische Schauspielerin
- Ashley Judd (* 1968), US-amerikanische Schauspielerin
- Ashley de Lange (* 1994), südafrikanische Schauspielerin
- Ashley Massaro (1979–2019), US-amerikanische Wrestlerin und ehemaliges Model
- Ashley Mathews (* 1991), US-amerikanische Pornodarstellerin, siehe Riley Reid
- Ashley Monroe (* 1986), US-amerikanische Country-Sängerin und -Songschreiberin
- Ashley Moody (* 1975), US-amerikanische Juristin und Politikerin
- Ashley Moyer-Gleich (* 1987), US-amerikanische Basketballschiedsrichterin
- Ashley Olsen (* 1986), US-amerikanische Schauspielerin und Unternehmerin
- Ashley Roberts (* 1981), US-amerikanische Sängerin
- Ashley Rodrigues (* 1988), kanadische Fußballspielerin
- Ashley Sanchez (* 1999), US-amerikanisch-mexikanische Fußballspielerin
- Ashley Stewart (* 1985), US-amerikanische Pornodarstellerin, siehe Ashlynn Brooke
- Ashley Tisdale (* 1985), US-amerikanische Schauspielerin und Sängerin
- Ashley Williams (* 1978), US-amerikanische Schauspielerin
- Ashley C. Williams (* 1984), US-amerikanische Schauspielerin, Filmproduzentin, Visagistin und Kostümbildnerin

### Ashleigh
- Ashleigh Ball (* 1983), kanadische Komikerin und Schauspielerin
- Ashleigh Barty (* 1996), australische Tennis- und Cricketspielerin
- Ashleigh Brennan (* 1991), australische Turnerin
- Ashleigh Brewer (* 1990), australische Schauspielerin
- Ashleigh Chisholm (* 1990), australische Schauspielerin
- Ashleigh Connor (1989–2011), australische Fußballspielerin
- Ashleigh Cummings (* 1992), australische Schauspielerin
- Ashleigh Gentle (* 1991), australische Triathletin
- Ashleigh Mannix (* 1988), australische Sängerin und Songwriterin
- Ashleigh McIvor (* 1983), kanadische Freestyle-Skierin
- Ashleigh Moolman (* 1985), südafrikanische Radrennfahrerin
- Ashleigh Aston Moore (1981–2007), US-amerikanische Schauspielerin
- Ashleigh Murray (* 1988), US-amerikanische Sängerin und Schauspielerin
- Ashleigh Nelson (* 1991), britische Sprinterin
- Ashleigh Pilbrow (1912–1995), britischer Hürdenläufer
- Ashleigh Rains (* 1989), kanadische Schauspielerin
- Ashleigh Shim (* 1993), jamaikanische Fußballnationalspielerin und -trainerin
- Ashleigh Sykes (* 1991), australische Fußballnationalspielerin